# グランプリ・ウランバートル
グランプリ・ウランバートル(Grand Prix Ulaanbaatar)は、モンゴルの国際柔道大会である。

## 来歴
IJFワールド柔道ツアーの一環として、グランドスラムに次ぐ位置付けにある柔道の国際大会。以前は｢モンゴル国際柔道大会｣と呼ばれていた。なお、今大会は世界ランキング対象大会であるが、国際柔道連盟主催ではなく大陸連盟主催の大会であるため、ワールド柔道ツアーには含まれない。2009年から｢ワールドカップ・ウランバートル｣という名称になったが、2013年からはグランプリ大会に格上げされたことにより、IJFワールド柔道ツアーの対象大会となった。2016年以降大会が開催されていなかったものの、2022年には復活して、グランドスラム大会に格上げされることになった。IJFはパリオリンピックに向けたポイント争いの開始となる2022年の今大会から、ロシアによるウクライナへの軍事侵攻で大会参加が中断されていたロシアとベラルーシの選手が、IJF名義による中立の立場で参加することを認めた。31にも上る夏季オリンピック競技団体の中で、ロシア大統領のウラジーミル・プーチンと長年に渡って友好関係を築いてきたマリウス・ビゼール率いるIJFのみが、中立という立場ながらも容認する格好となった。IJF会長のビゼールは、「柔道は教育のスポーツ。政治的な干渉や、いかなる形の差別も常に避けるよう努力してきた」と、この決定について事情を説明した。一方で、ウクライナの元世界チャンピオンであるゲオルグリー・ザンタラヤはこの決定を強く非難するとともに、いかなる形にせよロシアの参加を認めるなら、自分が今まで獲得してきた世界チャンピオンやその他の称号を全て放棄すると語った。さらにウクライナ柔道連盟は、ロシアとベラルーシの選手による大会出場が認められる限り、ウクライナの選手はIJFワールド柔道ツアーへの参加を拒否することを明らかにした。軍やスポーツ省から給与を得ているロシアとベラルーシの選手は中立の立場たりえず、さらに、IOCもロシアとベラルーシの選手の除外を推奨しているにもかかわらず彼らの大会参加を認めることは、以ての外だとしている。なお、グランドスラム・ウランバートルにIJF名義で出場したロシア選手のうち、11名がロシア軍に直接関連していると、ウクライナ柔道連盟は指摘した。これに対して、IJFは前言を繰り返してウクライナの要求を退けた。

## 名称の変遷
- モンゴル国際柔道大会 (-2008)
- ワールドカップ・ウランバートル World Cup Ulaanbaatar (2009-2012)
- グランプリ・ウランバートル Grand Prix Ulaanbaatar (2013-2016)
- グランドスラム・ウランバートル Grand Slam Ulaanbaatar (2022-)

## 概要
コンチネンタルオープンは基本的に賞金は授与されないが、2011年の大会ではモンゴル柔道連盟から最も1本勝ちの多かった男女各1名に1000ドル、さらにメダル数の多かった上位3カ国にそれぞれ2000ドル、1000ドル、500ドルが授与された。
2014年の大会では、男子の最優秀選手に100kg級のタギル・ハイブラエフ、女子の最優秀選手に70kg級のツェンドアユシュ・ナランジャルガルが選ばれた。

## 優勝者
2013年-2016年グランプリ、2022年-グランドスラムの優勝者。

### 男子
| 年     | 60 kg級                        | 66 kg級                          | 73 kg級                          | 81 kg級                              | 90 kg級                              | 100 kg級                     | 100 kg超級                     |
| 2009年 | チムドヨンドン・ボルドバータル | ハシュバータル・ツァガンバータル | 方貴満                           | 宋大南                               | ヴァジム・シニャフスキー             | 黄禧太                       | スタニスラフ・ボンダレンコ     |
| 2010年 | ダワードルジ・トゥムルフレグ   | ハシュバータル・ツァガンバータル | プレヴドージュ・ガンボールド     | 金宰範                               | 權寧禹                               | ナイダン・ツブシンバヤル     | グジェゴシ・エイテル           |
| 2011年 | チムドヨンドン・ボルドバータル | ハシュバータル・ツァガンバータル | サインジャルカル・ニャムオチル   | ホン・スクウォン                     | 宋大南                               | バトトルガ・テムーレン       | 金成民                         |
| 2012年 | ダシダワー・アマルトゥブシン   | ダワードルジ・トゥムルフレグ     | キム・ウォンジョン               | イワン・ボロベフ                     | 郭同韓                               | バトトルガ・テムーレン       | チョ・グハム                   |
| 2013年 | ガンバット・ボルドバータル     | サンジャースレン・ミヤラグチャー | サインジャルカル・ニャムオチル   | セルジュ・トマ                       | アレクサンデル・グリゴレフ           | ミハル・ホラック             | 金洙完                         |
| 2014年 | ガンバット・ボルドバータル     | 高上智史                         | ヌグザリ・タタラシビリ           | 長島啓太                             | ベカ・グビニアシビリ                 | タギル・ハイブラエフ         | 七戸龍                         |
| 2015年 | ダシダワー・アマルトゥブシン   | ダワードルジ・トゥムルフレグ     | サイ・インジリガラ               | アントワーヌ・ヴァロア＝フォルティエ | ルハグバスレン・オトゴンバータル     | ウルフ・アロン               | 西潟健太                       |
| 2016年 | ダシダワー・アマルトゥブシン   | ドフドン・アルタンスフ           | レオ・フォゲル                   | ニャムスレン・ダグバスレン           | ルハグバスレン・オトゴンバータル     | ゼリム・コツォイエフ         | バトトルガ・テムーレン         |
| 2022年 | 永山竜樹                       | バトグトフ・エルヘムバヤル       | IJF マフマドベク・マフマドベコフ | イ・ジュンファン                     | IJF ミハイル・イゴルニコフ           | IJF マトベイ・カニコフスキー | IJF イナル・タソエフ           |
| 2023年 | 永山竜樹                       | ヨンドンペレンレイ・バスフー     | 大吉賢                           | 小原拳哉                             | 中立選手(AIN) ミハイル・イゴルニコフ | バトフヤグ・ゴンチグスレン   | 中立選手(AIN) イナル・タソエフ |
| 2025年 | 白金宏都                       | アブドゥラヒム・ヌトフロエフ     | オドゲレル・ウランバヤル         | 老野祐平                             | 岡田陸                               | アントン・サビツキー         | バトフヤグ・ゴンチグスレン     |

### 女子
| 年     | 48 kg級                        | 52 kg級                      | 57 kg級                            | 63 kg級                            | 70 kg級                            | 78 kg級                        | 78 kg超級                      |
| 2009年 | 鄭貞娟                         | ムンフバータル・ブンドゥマー | ツェンダユシュ・ツェレンナドミド   | ツェデブスレン・ムンフザヤ         | 黄藝瑟                             | 鄭敬美                         | 金ナ永                         |
| 2010年 | 浅見八瑠奈                     | 西田優香                     | 金珍迪                             | ツェデブスレン・ムンフザヤ         | 黄藝瑟                             | キャサリン・ジャック           | 李貞銀                         |
| 2011年 | ムンフバット・ウランツェツェグ | ムンフバータル・ブンドゥマー | 金珍迪                             | ツェデブスレン・ムンフザヤ         | ラシャ・スラカ                     | プレブジャルガル・ルハムデグド | ドルジャゴトフ・ツェレンハンド |
| 2012年 | 鄭普涇                         | 橋本優貴                     | ドルジスレン・スミヤ               | 安松春香                           | 金省然                             | チョン・ダウン                 | キム・ジヨン                   |
| 2013年 | ムンフバット・ウランツェツェグ | パク・ダソル                 | ドルジスレン・スミヤ               | ツェンドアユシュ・ツェレンナドミド | 金省然                             | バトゥルガ・ムンフツヤ         | 金ナ永                         |
| 2014年 | ムンフバット・ウランツェツェグ | 馬英楠                       | カトリーヌ・ボーシュマン＝ピナール | 楊俊霞                             | ツェンドアユシュ・ナランジャルガル | 薛京                           | キム・ウンギョン               |
| 2015年 | レティシア・ペイエ             | 志々目愛                     | ドルジスレン・スミヤ               | ツェンドアユシュ・ツェレンナドミド | ベルナデッテ・グラフ               | ジェマ・ギボンズ               | 秦茜                           |
| 2016年 | ムンフバット・ウランツェツェグ | 内尾真子                     | ルハグバトゴー・エンフリーレン     | バルドルジ・ムングンチメグ         | 池絵梨菜                           | プレブジャルガル・ルハムデグド | イダリス・オルティス           |
| 2022年 | 角田夏実                       | ディヨラ・ケルディヨロワ     | ルハグバトゴー・エンフリーレン     | 鍋倉那美                           | IJF マディナ・タイマゾワ           | 梅木真美                       | ラズ・ヘルシュコ               |
| 2023年 | 吉岡光                         | ゲフェン・プリモ             | 出口クリスタ                       | 鍋倉那美                           | 田中志歩                           | インバル・ラニル               | 冨田若春                       |
| 2025年 | 近藤美月                       | 藤城心                       | IJF クセニア・ガリツカヤ           | ボルド・ガンハイチ                 | 寺田宇多菜                         | パトリシア・サンパイオ         | レア・フォンテーヌ             |

## 各国メダル数
グランドスラム大会となった2022年以降
| 順 | 国・地域             | 金 | 銀 | 銅 | 計 |
| -- | -------------------- | -- | -- | -- | -- |
| 1  | 日本                 | 17 | 5  | 7  | 29 |
| 2  | モンゴル             | 7  | 5  | 16 | 28 |
| 3  | IJF                  | 6  | 4  | 9  | 19 |
| 4  | イスラエル           | 3  | 3  | 6  | 12 |
| -  | 中立選手(AIN)        | 2  | 2  | 6  | 10 |
| 5  | カナダ               | 2  | 2  | 0  | 4  |
| 6  | 韓国                 | 1  | 2  | 8  | 11 |
| 7  | ウズベキスタン       | 2  | 2  | 3  | 7  |
| 8  | フランス             | 1  | 2  | 2  | 5  |
| 9  | ポルトガル           | 1  | 0  | 4  | 5  |
| 10 | ウクライナ           | 1  | 0  | 0  | 1  |
| 11 | 中国                 | 0  | 2  | 3  | 5  |
| 11 | ハンガリー           | 0  | 2  | 3  | 5  |
| 13 | クロアチア           | 0  | 2  | 2  | 4  |
| 14 | タジキスタン         | 0  | 2  | 0  | 2  |
| 15 | オランダ             | 0  | 1  | 3  | 4  |
| 16 | オーストリア         | 0  | 1  | 0  | 1  |
| 16 | ジョージア           | 0  | 1  | 0  | 1  |
| 16 | キルギス             | 0  | 1  | 0  | 1  |
| 16 | モルドバ             | 0  | 1  | 0  | 1  |
| 16 | アラブ首長国連邦     | 0  | 1  | 0  | 1  |
| 21 | カザフスタン         | 0  | 0  | 5  | 5  |
| 22 | バーレーン           | 0  | 0  | 3  | 3  |
| 22 | ドイツ               | 0  | 0  | 3  | 3  |
| 24 | アゼルバイジャン     | 0  | 0  | 1  | 1  |
| 24 | スペイン             | 0  | 0  | 1  | 1  |
| 24 | スロベニア           | 0  | 0  | 1  | 1  |
| 24 | チャイニーズタイペイ | 0  | 0  | 1  | 1  |

2013年-2016年までのグランプリ時代
| 順 | 国・地域         | 金 | 銀 | 銅 | 計 |
| -- | ---------------- | -- | -- | -- | -- |
| 1  | モンゴル         | 24 | 22 | 36 | 81 |
| 2  | 日本             | 8  | 6  | 15 | 28 |
| 3  | フランス         | 5  | 4  | 6  | 15 |
| 4  | 中国             | 4  | 3  | 4  | 11 |
| 5  | ロシア           | 3  | 0  | 2  | 5  |
| 6  | ジョージア       | 2  | 1  | 2  | 5  |
| 7  | カナダ           | 2  | 0  | 1  | 3  |
| 8  | 韓国             | 1  | 5  | 5  | 11 |
| 9  | チェコ           | 1  | 1  | 1  | 3  |
| 10 | アゼルバイジャン | 1  | 0  | 3  | 4  |
| 11 | オーストリア     | 1  | 0  | 2  | 3  |
| 11 | 北朝鮮           | 1  | 0  | 2  | 3  |
| 13 | イギリス         | 1  | 0  | 1  | 2  |
| 13 | アラブ首長国連邦 | 1  | 0  | 1  | 2  |
| 15 | キューバ         | 1  | 0  | 0  | 1  |
| 16 | ドイツ           | 0  | 5  | 5  | 10 |
| 17 | ハンガリー       | 0  | 2  | 1  | 3  |
| 18 | カザフスタン     | 0  | 1  | 4  | 5  |
| 19 | クロアチア       | 0  | 1  | 2  | 3  |
| 20 | ブラジル         | 0  | 1  | 1  | 2  |
| 20 | スウェーデン     | 0  | 1  | 1  | 2  |
| 22 | ガボン           | 0  | 1  | 0  | 1  |
| 22 | トルコ           | 0  | 1  | 0  | 1  |
| 22 | ウクライナ       | 0  | 1  | 0  | 1  |
| 25 | イラン           | 0  | 0  | 3  | 3  |
| 26 | イスラエル       | 0  | 0  | 2  | 2  |
| 26 | スロベニア       | 0  | 0  | 2  | 2  |
| 26 | スイス           | 0  | 0  | 2  | 2  |
| 29 | アンゴラ         | 0  | 0  | 1  | 1  |
| 29 | ポーランド       | 0  | 0  | 1  | 1  |
| 29 | ポルトガル       | 0  | 0  | 1  | 1  |
| 29 | ルーマニア       | 0  | 0  | 1  | 1  |
| 29 | ベネズエラ       | 0  | 0  | 1  | 1  |
| 29 | アメリカ合衆国   | 0  | 0  | 1  | 1  |
| 29 | ウズベキスタン   | 0  | 0  | 1  | 1  |